# Sulcoretusa
Sulcoretusa is een geslacht van weekdieren uit de klasse van de Gastropoda (slakken).

## Soorten
- Sulcoretusa carpenteri (Hanley, 1859)
- Sulcoretusa galapagana (Dall, 1919)
- Sulcoretusa paziana (DaIl, 1919)